# Grundschule Buckau

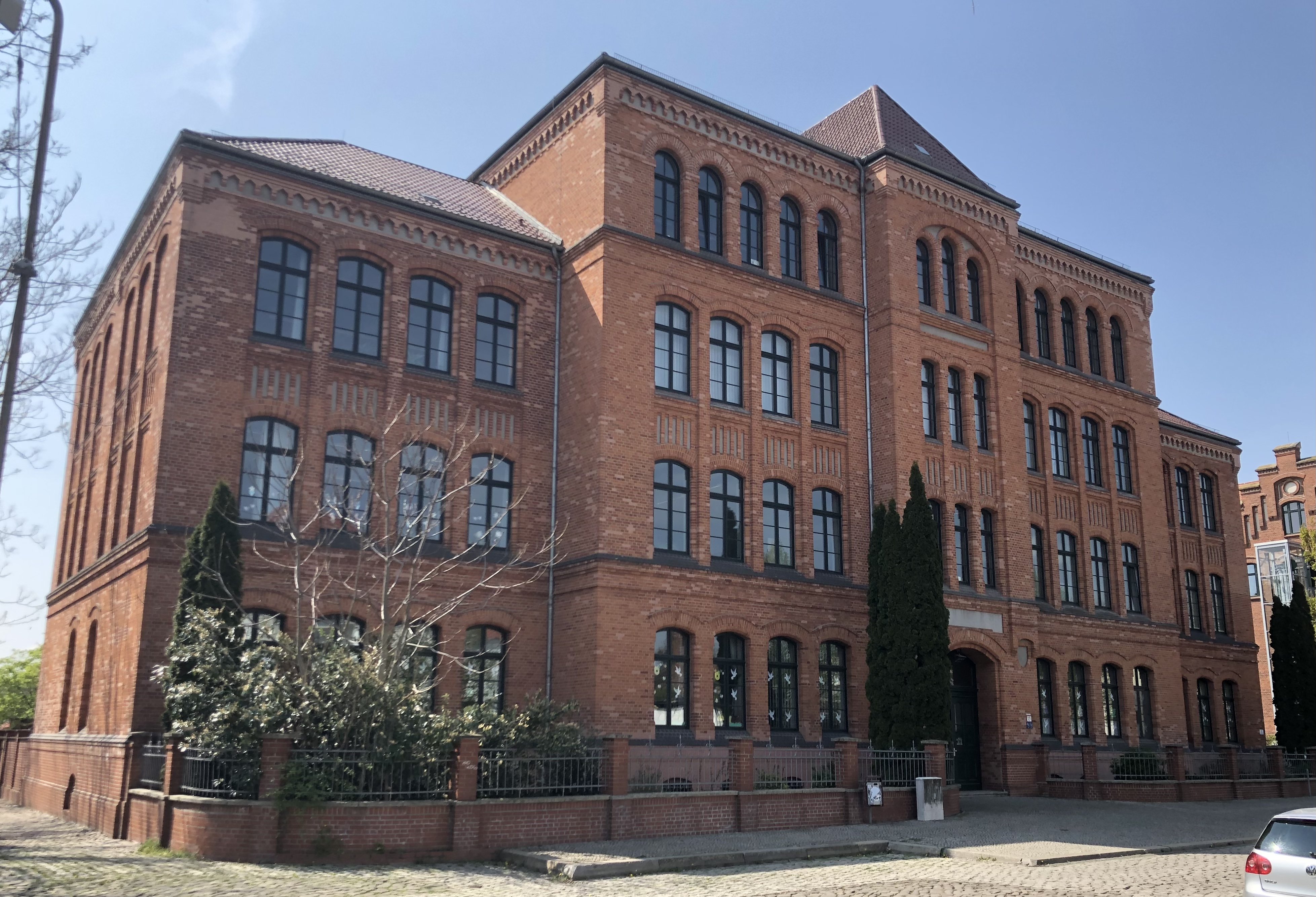
Grundschule Buckau, 2022

Die Grundschule Buckau ist eine Grundschule in Magdeburg in Sachsen-Anhalt. Das Schulgebäude steht unter Denkmalschutz.

## Lage
Die Schule befindet sich auf der Westseite der Karl-Schmidt-Straße im Magdeburger Stadtteil Buckau an der Adresse Karl-Schmidt-Straße 25. Nördlich befindet sich die Gemeinschaftsschule Heinrich Heine.

## Ausstattung
An der Schule lernen etwa 170 Kinder in sieben Klassen in den Klassenstufen eins bis vier. Die Schule ist grundsätzlich zweizügig. Insgesamt unterrichten acht Lehrkräfte. Darüber hinaus gibt es zwei pädagogische Mitarbeiter und eine Sekretärin.

## Geschichte
Die Schule wurde 1897/1898 unter Stadtbauinspektor Hans Jansen als Mädchenschule und zweite Volksschule gebaut. Nötig geworden war der Neubau aufgrund steigender Schülerzahlen im damals stark von zunehmender Industrialisierung geprägten Stadtteil Buckau. Außerdem sollte das Schulgebäude in der Thiemstraße für eine Nutzung als Bürgerschule freigemacht werden.

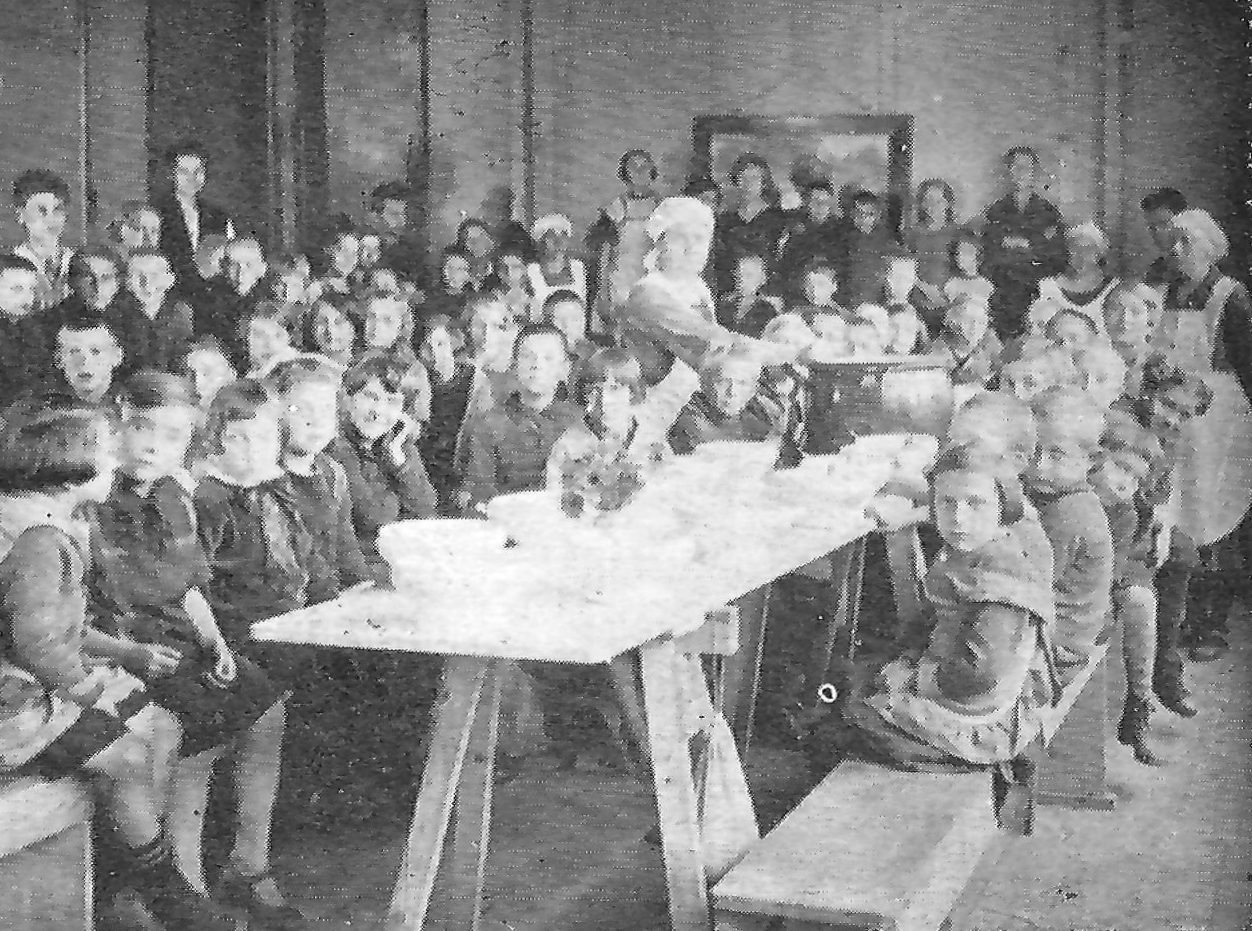
Ferienkolonie der Buckauer Versuchsschule, 1927 oder früher

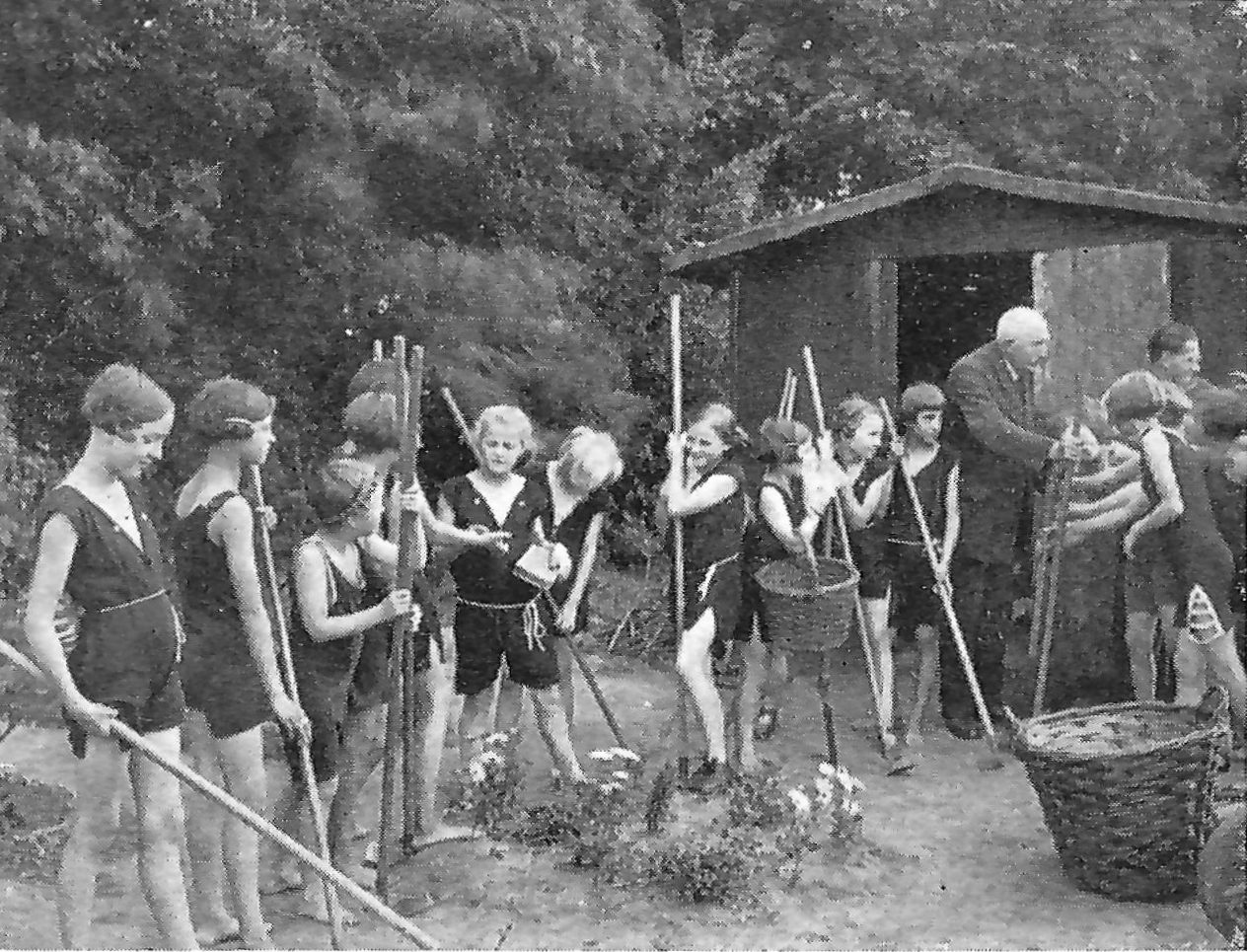
Geräteausgabe an die Kinder im Schulgarten

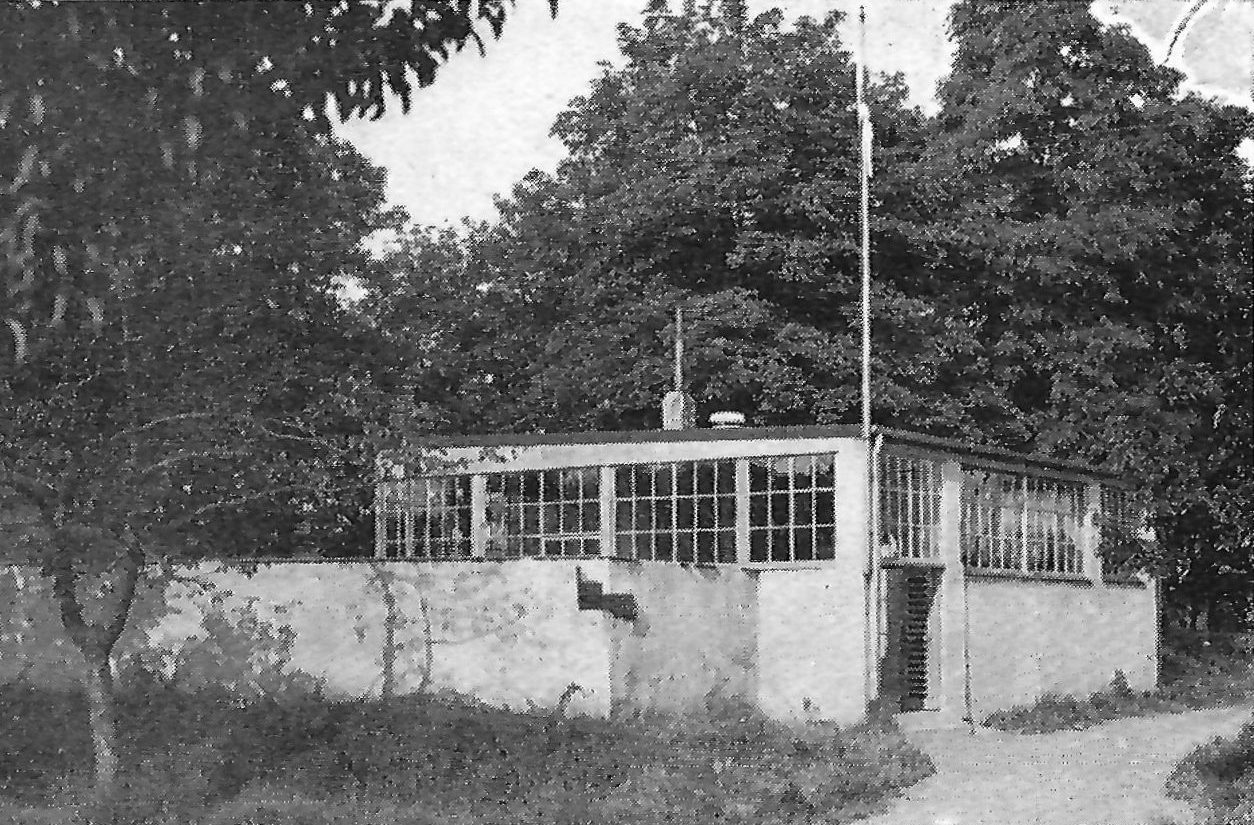
Das von den Eltern gebaute Milchhäuschen im Fort II

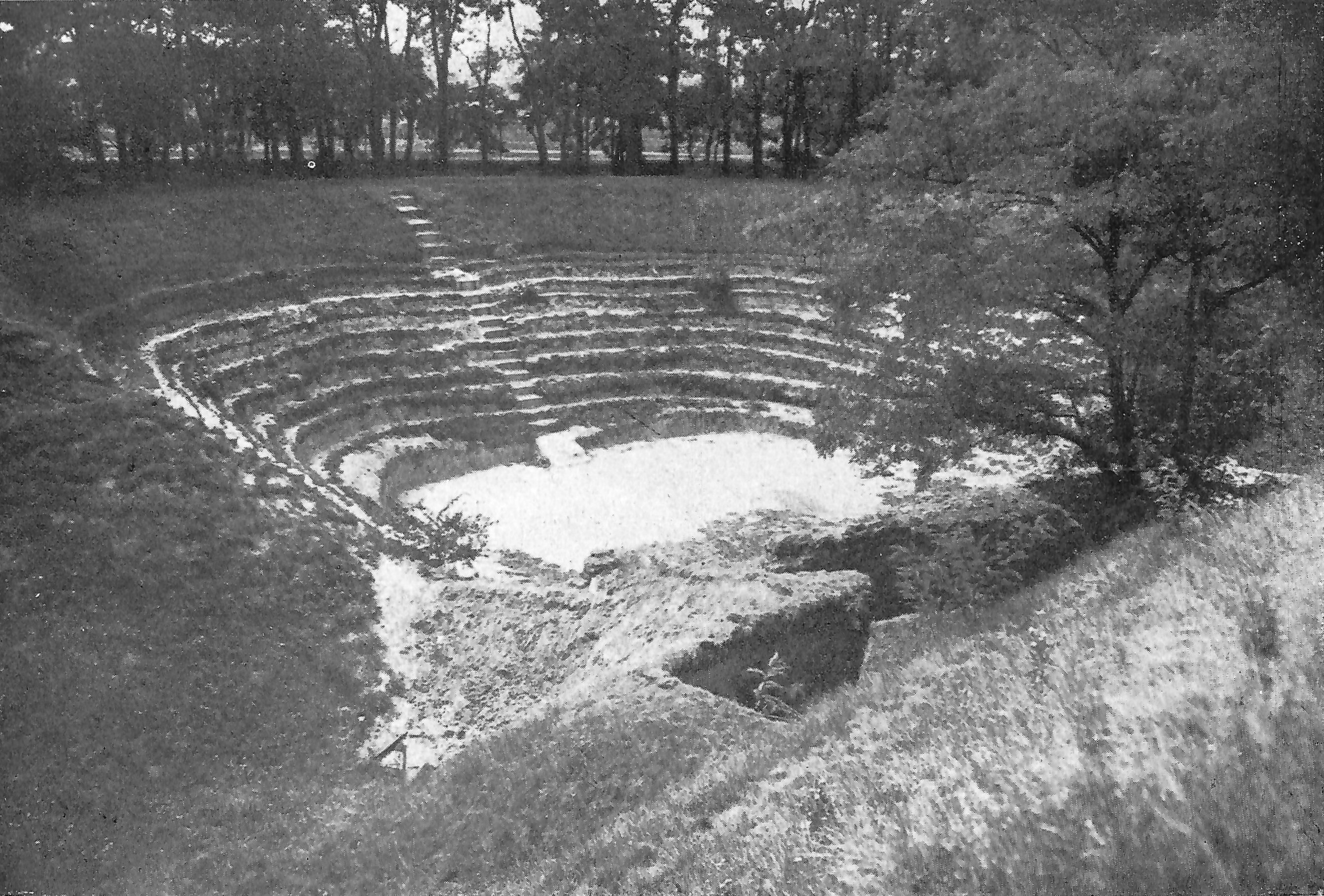
Freilichtbühne im Fort II

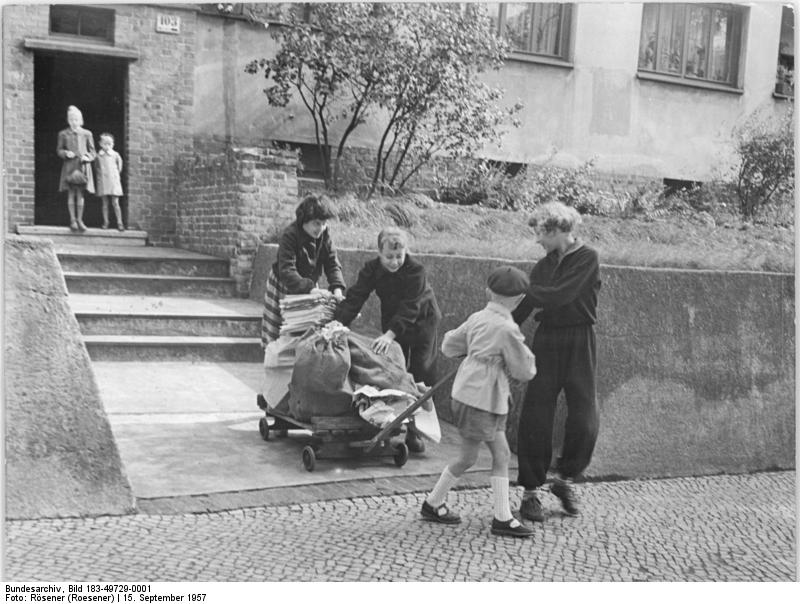
Altmaterialsammlung von Kindern der Bertha-von-Suttner-Schule, 1957

Im April 1923 wurde die Mädchen-Volksschule in eine weltliche Schule mit gemeinsamen Unterricht für Mädchen und Jungen umgewandelt. Unter der Leitung des Reformpädagogen Rötscher stellten im April 1924 das Lehrerkollegium und der Elternbeirat den Antrag, die Schule in eine Versuchsschule zu überführen. Der Unterricht der oberen vier Klassen sollte so umgestaltet werden, dass es neben einem Kernunterricht Wahlkurse geben sollte, deren Zahl mit jeder Klassenstufe steigen würde. Schon Ostern 1924 wurde die Schule als Versuchsschule eröffnet.
Die Stundentafel sah für Kinder in den oberen Klassen 32 Pflichtstunden in der Woche vor. Hinzu kamen je Woche sechs Stunden die für zwei Wahlkurse genutzt wurden. Häufig wurde in Gruppenarbeit unterrichtet. Zur Auswahl standen neben Musik und Theater auch die Metallwerkstatt, Buchdruck, Stenografie, Maschinenschreiben oder Sprachen. Als weitere mögliche Kurse waren Englisch, Literatur und Deutsch-Nachhilfeunterricht, Plakatschrift, leichte Holz- und Hobelbankarbeit, Papparbeit, Apparatebau und Elektrotechnik, Mikroskopie und Linolschnitt, Rechenfortbildung und -nachhilfe, Maschinen- und Phantasiezeichnen, Geigenunterricht und Gymnastik. Für Mädchen wurde Flechten mit Bast und Peddigrohr, Nadelarbeit, Maschinen-Näh-, Web- und Schneiderkurse angeboten. In dieser Zeit war die Schule vierzügig. Wöchentlich wurde eine achtseitige Zeitung herausgegeben, die von den Kindern auch gesetzt und gedruckt wurde. Außerdem bestand ein Schülerorchester. Es wurde ein Leistungsprinzip angewandt, dass bei guten Noten in Hauptfächern die Möglichkeit der Wahl von Freistunden für zum Beispiel Theaterwissenschaften vorsah. Ab 1925 war Robert Adolf Stemmle an der Schule als Lehrer tätig, der an der Versuchsschule ein Puppentheater einrichtete.
Die Eltern wurden in den Schulbetrieb einbezogen. So wurde ein Elternorchester und ein Elternchor eingerichtet. Es bestanden auch ein Frauenbund „Kinderhilfe“ für bedürftige Kinder, ein Kindergarten, Ferienkolonien und eine Spielgemeinde.
Die Schule pachtete das Fort II an, in dem der Schulgarten eingerichtet wurde. Er umfasste auch einen Obsthang und nahm eine Fläche von etwa zwei Morgen ein. Darüber hinaus wurden dort aber auch Freizeitaktivitäten organisiert. So wurden dort durch die Eltern auch ein Milchhäuschen mit Veranden und Elternpark, eine Freilichtbühne mit 1.200 Sitzplätzen und eine Schlafbaracke errichtet. Die Eltern brachten monatlich etwa 1.200 Arbeitsstunden auf. Das Fort wurde so zu einem Mittelpunkt des Schullebens.
Ab Ostern 1928 wurde die Möglichkeit angeboten, den Schulbesuch um zwei Jahre zu verlängern. Die Aufbauklassen konnten auch von Kindern aus anderen Volksschulen besucht werden.
Zum 1. April 1929 übernahm die Schule weitere Räume im Gebäude der Mädchen-Mittelschule in der Kapellenstraße 1. Gegen die Ausweitung der Versuchsschule gab es seitens der evangelischen Kirche 1931 Protest.
Nach dem Beginn der nationalsozialistischen Gewaltherrschaft im Jahr 1933 wurden die Versuchsschulen, darunter auch Buckau, geschlossen und wieder Volksschulen eingeführt. Auch die Aufbauklassen wurden nicht mehr angeboten. In der Kapellenstraße 1 wurde für ungefähr noch ein Schuljahr der weltliche Unterricht fortgeführt. Im Jahr 1934 wurde im Schulgebäude eine Sonderschule untergebracht.
In der Zeit der DDR wurde im Schulgebäude die POS Berta-von-Suttner betrieben.

## Architektur
Der repräsentative, mit dem kasernenartigen Erscheinungsbild anderer Schulbauten der Zeit brechende Bau, wurde in Formen eines späten Rundbogenstils errichtet. Aus der Fassadenflucht des symmetrischen Schulbaus tritt ein großer, viergeschossiger Mittelbau hervor. Der in seinem Erdgeschoss neunachsige Mittelbau ist seinerseits durch einen flachen Mittelrisalit geprägt, in dem sich das Eingangsportal befindet. Neben dem Portal befinden sich zwei heute leere Wappenfelder. Ursprünglich befanden sich dort vermutlich die Wappen Buckaus und Magdeburgs. Oberhalb des Portals befinden sich in den drei Obergeschossen dreiteilige Fenstergruppen, die von einer kolossalen Blendarkade umgeben sind. Im dritten Obergeschoss sind die Fenster der Gruppe gestaffelt angeordnet. Die Fensteröffnungen des dritten Obergeschosses sind als Rundbögen, im Übrigen als Segmentbögen ausgeführt. Während im ersten und zweiten Obergeschoss des Mittelbaus links und rechts des Mittelrisalits jeweils vier Achsen angeordnet sind, befinden sich im dritten Obergeschoss je fünf Achsen. 
Die Seitenflügel beiderseits des Mittelbaus sind jeweils dreigeschossig mit einer vierachsigen Fassade angelegt. Nach hinten ragen sie als tiefe Seitenrisalite vor. Mittig besteht auf der Rückseite ein ebenfalls tiefer Treppenrisalit.
Die Fassade des Gebäudes ist ziegelsichtig, jedoch durch kleine helle Putzflächen gegliedert. Bedeckt ist der Bau von einem entsprechend der Baukörper gestaffelten Walmdach. 
Im Gebäude wurden 20 Klassenräume angelegt. Durch die Staffelung der Bauglieder wird auf sehr lange Schulflure verzichtet. Die Klassenräume sind nur auf einer Seite der Flure angelegt, so dass eine natürliche Belichtung der Flure möglich ist. Die Flure sind vier Meter breit und damit ein Meter breiter als bei vorherigen Magdeburger Schulbauten üblich. Der Grundriss entspricht dem der älteren Schule in der Leibnizstraße 23.
Auf dem Hof der Schule befindet sich ein rotes Toilettengebäude.
Im örtlichen Denkmalverzeichnis ist die Schule unter der Erfassungsnummer 094 82614 als Baudenkmal verzeichnet.
Das Schulgebäude ist ein Zeugnis der Magdeburger Schulgeschichte und gilt als städtebaulich bedeutend und prägend für Buckau.